# Bustul lui Anton Pann din București
Bustul lui Anton Pann este opera sculptorului român Dimitrie D. Mirea, fiind dezvelit în anul 1930. Realizat din bronz, bustul este așezat pe un soclu înalt de piatră. „Bustul este unul aproape miniatural, dar de mare limpezime portretistică, iar plastica decorativă a soclului susține, vizual, vioiciunea datelor personale, așa cum au fost ele păstrate de imaginarul comun”.
Anton Pann (născut: Antonie Pantoleon-Petroveanu)  (data nașterii incertă, între 1793-1797, Sliven, Imperiul Otoman, azi Bulgaria - d. 2 noiembrie 1854, București, Țara Românească) a fost un poet, compozitor de muzică religioasă, profesor de muzică religioasă, folclorist, literat, publicist, compozitor al muzicii imnului național al României.
Bustul este înscris în Lista monumentelor istorice 2010 - Municipiul București - la nr. crt. 2324, cod LMI B-III-m-B-20008.
Monumentul este amplasat pe strada Logofăt Udriște nr. 6 - 8, sector 3, în curtea bisericii Lucaci - „Sfântul Stelian”. În aceeași curte se găsește și mormântul lui Anton Pann.